# Stanisław Fronczak
Stanisław Fronczak (ur. 31 marca 1924 w Pabianicach, zm. 23 sierpnia 1995) – polski działacz partyjny i państwowy, były przewodniczący Prezydium Miejskiej Rady Narodowej w Pabianicach.

## Życiorys
Syn Stanisława i Antoniny. Od lutego do kwietnia 1945 był komendantem bloku w Powiatowym Urzędzie Bezpieczeństwa Publicznego w Łasku (z siedzibą w Pabianicach). Ukończył Wyższą Szkołę Nauk Społecznych przy KC PZPR. Działał w Związku Młodzieży Polskiej, wstąpił do Polskiej Partii Robotniczej, a następnie Polskiej Zjednoczonej Partii Robotniczej. Był II sekretarzem POP PZPR przy technikum chemicznym w Gliwicach i Zakładach Przemysłu Chemicznego w Pabianicach. W 1952 został członkiem plenum i egzekutywy Komitetu Miejskiego PZPR w Pabianicach, od 1961 do 1969 był w nim sekretarzem ds. organizacyjnych. W 1969 powołany na stanowisko Przewodniczącego Prezydium Miejskiej Rady Narodowej w Pabianicach, szefem miejskiej egzekutywy pozostał najpóźniej do 1981.
Jego syn Włodzimierz został funkcjonariuszem Służby Bezpieczeństwa w Pabianicach. Pochowano go na Cmentarzu Komunalnym w Pabianicach.